# Klaas Carel Faber
Klaas Carel Faber (ur. 20 stycznia 1922 w Haarlem, zm. 24 maja 2012 w Ingolstadt) – holenderski działacz nazistowski, zbrodniarz wojenny, członek holenderskich oddziałów SS.
Działacz młodzieżówki Narodowosocjalistycznego Ruchu Holenderskiego.
W czasie ochotniczej służby w SS i SD dopuścił się mordów ludności cywilnej - brał udział w zamordowaniu szeregu Holendrów pomagających w ukrywaniu się Żydów, był zaangażowany także w organizację transportów Żydów holenderskich do obozów zagłady, pracując w obozie tranzytowym Westerbork. Znajdował się na liście poszukiwanych zbrodniarzy prowadzonej przez Centrum Szymona Wiesenthala. Za morderstwa co najmniej 11 Holendrów został skazany w 1947 na karę śmierci, zamienioną później na dożywocie.
Jego brat Pieter Faber został również skazany na karę śmierci za zbrodnie wojenne. Wyrok wykonano w 1948.
Zbiegł do Niemiec w 1952, mieszkał w Ingolstadt w Bawarii. Kilkakrotne wnioski o wydanie zbrodniarza, m.in. władz holenderskich, były odrzucane przez sądy ze względu na art. 16 niemieckiej Ustawy Zasadniczej, zgodnie z którym nie dokonuje się ekstradycji obywatela niemieckiego (Faber uzyskał obywatelstwo w 1943 roku). Władze Holandii wydały za Faberem w 2010 europejski nakaz aresztowania. Na polecenie federalnej minister sprawiedliwości Sabine Leutheusser-Schnarrenberger monachijska prokuratura wznowiła sprawę Fabera. W styczniu 2012 prokuratura w Ingolstadt wystąpiła do sądu rejonowego o zarządzenie wykonania zasądzonej kary pozbawienia wolności.